# آکواریوم (فیلم ۱۳۸۴)
آکواریوم فیلمی به کارگردانی و نویسندگی ایرج قادری و تهیه‌کنندگی علی سرتیپی محصول سال ۱۳۸۴ است.
این فیلم در تاریخ ۴ مهر ۱۳۸۳ در شهر استانبول شروع به فیلم‌برداری شد و در تاریخ ۲۰ مهر ۱۳۸۴ بر روی پرده سینما رفت.

## بازیگران
ایرج قادری... دایی جاوید(قراب)
امین حیایی... جاوید
مهناز افشار... شیرین
سیروس گرجستانی... هتل دار
ایرج نوذری... خلافکار استانبول
شیلا خداداد... پونه
نیما فلاح... دوست جاوید

## خلاصه فیلم
آکواریوم داستان یک جوان قهرمان اتومبیل‌رانی است که برای رفتن به آمریکا به ترکیه سفر می‌کند و در آن جا با مشکلات زیادی مواجه می‌شود.
این فیلم حضور مجدد ایرج قادری در عرصه بازیگری پس از ۲۳ سال می‌باشد.

## جشنواره‌ها
فیلم آکواریوم در نهمین و دهمین دوره جشن خانه سینما شرکت کرده است.
همچنین این فیلم در سی و پنجمین دوره فیلم رشد ۱۳۸۴ در بخش مسابقه فیلم‌های داستانی شرکت کرده است.